# Uruguays ligasystem i fotboll
Uruguays ligasystem i fotboll är en förteckning över hur Uruguays fotbollsserier är fördelade i divisioner för herrar respektive damer. Ligorna styrs av det uruguayanska fotbollsförbundet Asociación Uruguaya de Fútbol.
Den högsta fotbollsserien för herrar är Primera División följd av Segunda División och Primera División Amateur.
Den högsta fotbollsserien för damer är Campeonato Femenino A, följd av Campeonato Femenino B.

## Seriepyramiden

### Herrar
| Nivå | Serie                    | Deltagare  |
| ---- | ------------------------ | ---------- |
| 1    | Primera División         | 16 klubbar |
| 2    | Segunda División         | 12 klubbar |
| 3    | Primera División Amateur | 18 klubbar |

### Damer
| Nivå | Serie                                     | Deltagare  |
| ---- | ----------------------------------------- | ---------- |
| 1    | Campeonato Uruguayo Femenino Divisional A | 10 klubbar |
| 2    | Campeonato Uruguayo Femenino Divisional B | 16 klubbar |

## Historisk överblick av seriebeteckning

### Herrar
| Förstadivisionen (nivå 1) sedan 1900 | Förstadivisionen (nivå 1) sedan 1900    |
| Period                               | Seriebeteckning                         |
| ------------------------------------ | --------------------------------------- |
| 1900–1903                            | The Uruguay Association Football League |
| 1905–1929                            | Liga Uruguaya de Football               |
| 1931                                 | Liga Uruguaya de Football               |
| 1932–                                | Liga Uruguaya de Football Profesional   |
| –1991                                | Primera "A"                             |
| 1992–                                | Primera División Profesional            |

| Andradivisionen (nivå 2) sedan 1903 | Andradivisionen (nivå 2) sedan 1903 |
| Period                              | Seriebeteckning                     |
| ----------------------------------- | ----------------------------------- |
| 1903–1914                           | Segunda División                    |
| 1915–1941                           | Divisional Intermedia               |
| 1942–1991                           | Primera "B"                         |
| 1992–                               | Segunda División Profesional        |

| Tredjedivisionen (nivå 3) sedan 1913 | Tredjedivisionen (nivå 3) sedan 1913 |
| Period                               | Seriebeteckning                      |
| ------------------------------------ | ------------------------------------ |
| 1913–1941                            | Divisional Extra "A"                 |
| 1942–1971                            | Divisional Intermedia                |
| 1972–1995                            | Primera "C"                          |
| 1996                                 | División de Aficionados              |
| 1997–2007                            | Liga Metropolitana Amateur           |
| 2008–2016                            | Segunda División Amateur             |
| 2017–2018                            | Segunda B Nacional                   |
| 2019–                                | Primera División Amateur             |

| Fjärdedivisionen (nivå 4) perioden 1913–1978 | Fjärdedivisionen (nivå 4) perioden 1913–1978 |
| Period                                       | Seriebeteckning                              |
| -------------------------------------------- | -------------------------------------------- |
| 1913–1941                                    | Divisional Extra "B"                         |
| 1942–1971                                    | Divisional Extra "A"                         |
| 1972–1978                                    | Primera "D"                                  |

| Femtedivisionen (nivå 5) perioden 1942–1971 | Femtedivisionen (nivå 5) perioden 1942–1971 |
| Period                                      | Seriebeteckning                             |
| ------------------------------------------- | ------------------------------------------- |
| 1942–1971                                   | Divisional Extra "B"                        |

| Sjättedivisionen (nivå 6) året 1966 | Sjättedivisionen (nivå 6) året 1966 |
| Period                              | Seriebeteckning                     |
| ----------------------------------- | ----------------------------------- |
| 1966                                | Divisional Extra "C"                |

### Damer
| Förstadivisionen (nivå 1) sedan 1997 | Förstadivisionen (nivå 1) sedan 1997      |
| Period                               | Seriebeteckning                           |
| ------------------------------------ | ----------------------------------------- |
| 1997–2015                            | Campeonato Uruguayo de Fútbol Femenino    |
| 2016–                                | Campeonato Uruguayo Femenino Divisional A |

| Andradivisionen (nivå 2) sedan 2016 | Andradivisionen (nivå 2) sedan 2016       |
| Period                              | Seriebeteckning                           |
| ----------------------------------- | ----------------------------------------- |
| 2016–                               | Campeonato Uruguayo Femenino Divisional B |